# Kazem Sami Kermani
Pour les articles homonymes, voir Kermani.
 (novembre 2016).
Si vous disposez d'ouvrages ou d'articles de référence ou si vous connaissez des sites web de qualité traitant du thème abordé ici, merci de compléter l'article en donnant les références utiles à sa vérifiabilité et en les liant à la section « Notes et références ».
Le Dr Kazem Sami Kermani était un homme politique iranien.
Il fut ministre de la Santé au sein du gouvernement de transition de Mehdi Bazargan et leader du parti politique JAMA, allié du parti Nehzate Azadi (Mouvement pour la Liberté d'Iran), affilié au Front National d'Iran.

## Biographie
Il a été auteur de nombreux titres autant politiques que médicaux (psychiatrie et psychologie). 
Il a été un des candidats à la première élection présidentielle de l'histoire de l'Iran, où il a obtenu 0,63 % des suffrages exprimés. 
Il a été élu député au parlement de l'après révolution avant de décider de ne plus se représenter aux futures élections compte tenu des pressions subies. 
Il a écrit une lettre ouverte à l'Ayatollah Rouhollah Khomeini, critiquant la continuation de la guerre Iran-Irak après la reconquête des territoires occupés, dont notamment la libération (en) de Khorramshahr, le 24 mai 1982. 
Il fut assassiné à son cabinet médical le 23 novembre 1988 dans des circonstances jamais clarifiées.